# Striker (film)
Striker è un film del 1987 diretto da Enzo G. Castellari con lo pseudonimo di Stephen M. Andrews.

Il film uscì solo negli USA e non fu mai distribuito in Italia.

## Trama
Un soldato dell'esercito degli Stati Uniti d'America riceve l'ordine dal Pentagono di recarsi in Nicaragua con il compito di liberare un agente del controspionaggio statunitense. Nel corso dell'operazione il militare scoprirà tuttavia che l'agente segreto americano ha a che fare con il traffico di droga.